# Thomas Gerst
Thomas Gerst (* 1957) ist ein deutscher Philologe. Er ist Redakteur für Gesundheits- und Sozialpolitik des Deutschen Ärzteblatts; in dieser Funktion dokumentierte er u. a. die „entscheidende Bedeutung von Ludwig Sievers für die deutsche Ärzteschaft in der Zeit von 1945 bis zum Ende der 50er Jahre“.
Gerst wurde 1997 an der Universität Stuttgart mit einer Arbeit in Sozialgeschichte über Ärztliche Standesorganisation und Standespolitik in Deutschland 1945-1955 promoviert.
Im Jahr 1999 veröffentlichte er im Deutschen Ärzte-Verlag das Buch Im Dienste der Ärzteschaft.